# Sergio Córdova
Sergio Duvan Córdova Lezama, né le 9 août 1997 à Calabozo au Venezuela, est un footballeur international vénézuélien jouant au poste d'attaquant au BSC Young Boys.

## Biographie

### En club
Sergio Córdova est formé au Caracas FC. 
Avec cette équipe, il se met en évidence en inscrivant un doublé en championnat, le 31 octobre 2015, sur la pelouse du Metropolitanos FC (victoire 1-3).
Il participe également à la Copa Libertadores en 2017, disputant un match contre l'équipe paraguayenne du Cerro Porteño.
Il s'engage, en 2017, en faveur du club allemand du FC Augsbourg, pour une durée de cinq ans et un million d'euros.
Après avoir passé la saison 2022 en prêt au Real Salt Lake, le FC Augsbourg prête de nouveau Sergio Córdova en Major League Soccer quand il rejoint les Whitecaps de Vancouver le 20 février 2023.

### En équipe nationale
Avec les moins de 20 ans, il participe au championnat sud-américain des moins de 20 ans en 2017. Lors de cette compétition, il joue l'intégralité des matchs de son équipe (neuf rencontres), inscrivant un but contre l'Équateur. Avec un bilan de deux victoires, cinq nuls et deux défaites, le Venezuela se classe troisième du tournoi.
Il dispute ensuite quelques mois plus tard la Coupe du monde des moins de 20 ans organisée en Corée du Sud. Lors du mondial junior, il joue l'intégralité des matchs de son équipe (sept rencontres). Il se met en évidence lors de la phase de poule, en inscrivant quatre buts : il marque un but contre l'Allemagne, puis un doublé contre le Vanuatu, et enfin un dernier but contre le Mexique. Le Venezuela s'incline en finale face à l'Angleterre.
Le 31 août 2017, il reçoit sa première sélection en équipe du Venezuela, lors d'une rencontre face à la Colombie. Ce match nul et vierge rentre dans le cadre des éliminatoires du mondial 2018. Une semaine plus tard, lors de sa deuxième sélection, il délivre sa première passe décisive, face à l'Argentine (1-1).

## Palmarès

### En équipe nationale
Venezuela -20 ans
- Finaliste de la Coupe du monde -20 ans en 2017.